# شاه‌میرزا مرادی
محمٌد مُرادی معروف به شاه‌میرزا مُرادی (۱۳۰۷–۲۳ آذر ۱۳۷۶) نوازنده سرنا و از چهره‌های سرشناس موسیقی لرستان بود. وی با اجرای کنسرت‌های متعدد در ایران و دیگر کشورها، موفقیت‌های بسیاری به دست آورد. وی را مروارید اقیانوس نامیده‌اند.
محمد مرادی در سال ۱۳۰۷ در روستای باباخانی از توابع شهرستان دورود در استان لرستان به دنیا آمد. وی از سن ده سالگی نواختن تمبک را در کنار عمویش محمد علی مرادی که نوازنده کمانچه بود آغاز کرد. در حین آموختن ضرب شروع به یادگیری کمانچه کرد و نواختن کمانچه را نیز از عموی خود فرا گرفت. در سن پانزده سالگی آموختن سرنا را نزد پدرش شروع کرد. شاه میرزا مرادی به تاریخ ۲۳ آذر ۱۳۷۶ خورشیدی درگذشت و در شهر دورود به خاک سپرده شد.

## اجراها
شاه‌میرزا مرادی در شهرهای مختلف ایران مانند تهران، تبریز، سنندج و ارومیه به اجرای برنامه موسیقی پرداخت. اما حوزه اجراهای وی به داخل ایران محدود نشد و در سال‌های بعد، اجراهایی در کشورهای اروپایی مانند انگلیس، فرانسه، آلمان، بلژیک و اتریش نیز داشت.

#### - اجرای شاه‌میرزا مرادی به همراهی رضا مرادی در دانشگاه کمبریج در سال ۱۹۹۴
در این نسخه ضبط شده عموماً شاهد اجرای موسیقی رقص توسط ساز سرنا (ساز ابوا شکلی که نوازنده از تکنیک نفس برگردان برای نواختن آن استفاده می‌کند) و دهل توسط رضا مرادی (فرزند شاه‌میرزا) هستیم. سرنا در نواحی مختلف ایران نواخته می‌شود. در این اجرا شاهمیرزا مرادی ۶ قطعه از موسیقی نواحی لرستان (واقع در جنوب غربی ایران) را به همراهی دهل نواخت.

## جایزه‌ها

شاهمیرزا مرادی و محمد باجلاوند

شاه‌میرزا با شرکت در اولین جشنواره موسیقی فجر توانست مقام اول و دیپلم افتخار این جشنواره را به دست آورد. وی در سال ۱۳۷۰ با شرکت در جشنواره موسیقی آوینیون فرانسه، مقام اول سازهای بادی جهان را کسب کرد و به مروارید اقیانوس لقب گرفت. او در سال ۱۳۷۲ خورشیدی بهترین نوازنده سازهای بادی دنیا درجشنواره سازهای دوزبانه شناخته شد.

#### - مصاحبه با شاه‌میرزا مرادی توسط رادیو فرهنگ لرستان[۳]
در پاسخ به سؤال «با سازتان چه می‌گویید؟» می‌گوید: 
«من همیشه وقتی سرنا می‌زنم چشمانم را می‌بندم و در درون خودم سیر و سفرها می‌کنم. عالمی دیگر دارم و به جرات می‌توانم بگویم که اصلاً متوجه اطرافم نیستم. هرچه هست می‌دانم که شادی را از سرنا به دل مردم می‌پاشم و آن شادی را با چشمان بسته به خوبی می‌بینم و حس می‌کنم که مردم هم می‌دانند در درون من چه خبر است و این رابطه متقابل مرا به شوق می‌آورد. به نحوی که اگر ساعتها سرنا بزنم اصلاً خسته نخواهم شد..»— شاه‌میرزا

در پاسخ به درخواست «از سفرها و کنسرتهایی که در داخل و خارج از کشور اجرا کرده‌اید بگویید.» می‌گوید: 
«این حقیر موفق شدم در سال ۱۳۶۹ همراه پسرم رضا مرادی که دهل می‌زند به کشور فرانسه برای شرکت در جشنواره جهانی موسیقی سازهای بادی بروم که در این جشنواره بعد از اجرای برنامه لقب مروارید اقیانوس را گرفتم.
در سال ۱۳۷۲ در کشور آلمان کنسرتی داشتیم. در ۱۴ شهر آلمان به‌طور جداگانه کنسرت داشتیم که با استقبال بی نظیر مردم رو به رو شد..»— شاه‌میرزا